# Альжаппар Абішев
Альжаппар Абі́шев (каз. Әлжаппар Әбішев; нар. 15 жовтня 1907 — пом. 24 серпня 2001, Алмати) — казахський письменник і драматург.

## Біографія
Народився 15 жовтня 1907 року на території нинішнього Каркаралінського району Карагандинської області Казахстану. Працював на шахтах Караганди. Член ВКП(б) з 1939 року.
Помер в Алмати 24 серпня 2001 року.

## Творчість
п'єси
- «За Батьківщину» (1939);
- «Друзі» (1940);
- «Гвардія честі» (1942, у співавторстві з Мухтаром Ауезовим);
- «Гірські орли» (1943);
- «Дружба і любов» (1947);
- «Єдина сім'я» (1948);
- «Вирок батька» (1952);
- «Заздрість» (1955);
- «Мрійники» (1960);
- «Маді» (1981);
- «За велінням честі» (1985);

оповідання
- «Тулеген Тохтаров» (1942);
- «Саржан» (1944);

романи
- «Молоде покоління» (1945);
- «Гроза» (1969).

Твори письменника перекладені мовами багатьох народів світу.

## Відзнаки
- Нагороджений орденами Трудового Червоного Прапора, Дружби народів, двома «Знак Пошани»;
- Народний письменник Казахської РСР з 1984 року.